# مائوریسیو پینیا
مائوریسیو ریکاردو پینیا فررا (اسپانیایی: Mauricio Ricardo Pinilla Ferrera‎؛ زاده ۴ فوریهٔ ۱۹۸۴) بازیکن فوتبال اهل شیلی است.

## تیم ملی
وی همچنین در تیم ملی فوتبال شیلی بازی کرده‌است.